# Дилькирхен
Дилькирхен (нем. Dielkirchen) — община в Германии, в земле Рейнланд-Пфальц. 
Входит в состав района Доннерсберг. Подчиняется управлению Роккенхаузен.  Население составляет 542 человека (на 31 декабря 2010 года). Занимает площадь 8,10 км².